# ベルリン・シェーネフェルト空港
ベルリン・シェーネフェルト空港 (ドイツ語: Flughafen Berlin-Schönefeld ( Flughafen Berlin-Schönefeld), 英語: Berlin Schönefeld Airport) (IATA: SXF, ICAO: EDDB) は、ドイツのブランデンブルク州シェーネフェルトにあった国際空港。所在地はベルリン市の市域からわずかに南に外れているが、ベルリンの空港として扱われる。シェーネフェルト空港の拡張によって整備されたベルリン・ブランデンブルク国際空港に引き継ぐ形で2020年10月25日に閉鎖となった。空港コードSXFも廃止となった。

## 概要
旧東ドイツの国営航空会社インターフルクのハブ空港であった。ドイツ再統一後は、テーゲル空港に次ぐベルリン第2の空港として機能、2017年の年間旅客数は約1290万人であった。

## 歴史
1934年10月15日に開業。1945年4月22日にソ連軍に占領され、航空機製造施設は破壊された。1946年にはソ連軍はヨハニスタール飛行場からここへ移動し、アエロフロートが運航を開始した。戦後、在独米軍がテンペルホーフ飛行場を軍事拠点としたため、ソ連軍はシェーネフェルトを拠点とした。シェーネフェルトはその後1954年になって民間航空事業へ返還された。1947年から1990年の間、シェーネフェルト空港は何度か改名し東ドイツの中心的空港となった。
1990年のドイツ再統一後、ベルリンの3空港の効率利用の点から見直しが図られ、他の2つの空港（ベルリン・テーゲル空港、ベルリン・テンペルホーフ空港）は市街中心部に近すぎ、拡張も難しく、騒音問題もあるため、シェーネフェルトをベルリン最大の空港として拡張する計画が立てられた。
1991年11月から1992年10月まで日本航空が自社便でフランクフルト経由で乗り入れていた。（週2便：成田発（JL409）：水曜、日曜。ベルリン発（JL400）：水曜、日曜）。
2020年10月25日に閉鎖。空港機能はブランデンブルク国際空港に引き継がれた。

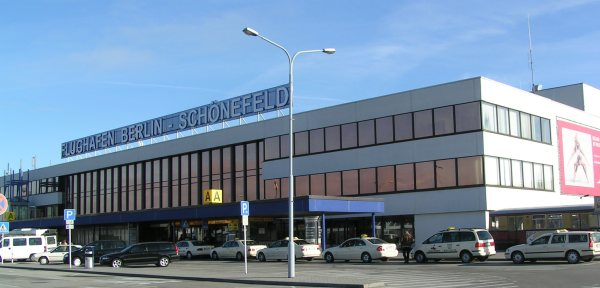
シェーネフェルト空港　ターミナルビル
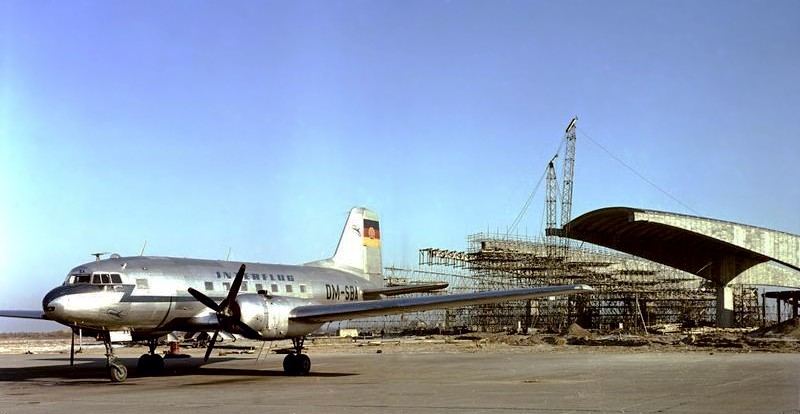
シェーネフェルト空港でのインターフルーク Il-14(1961年)
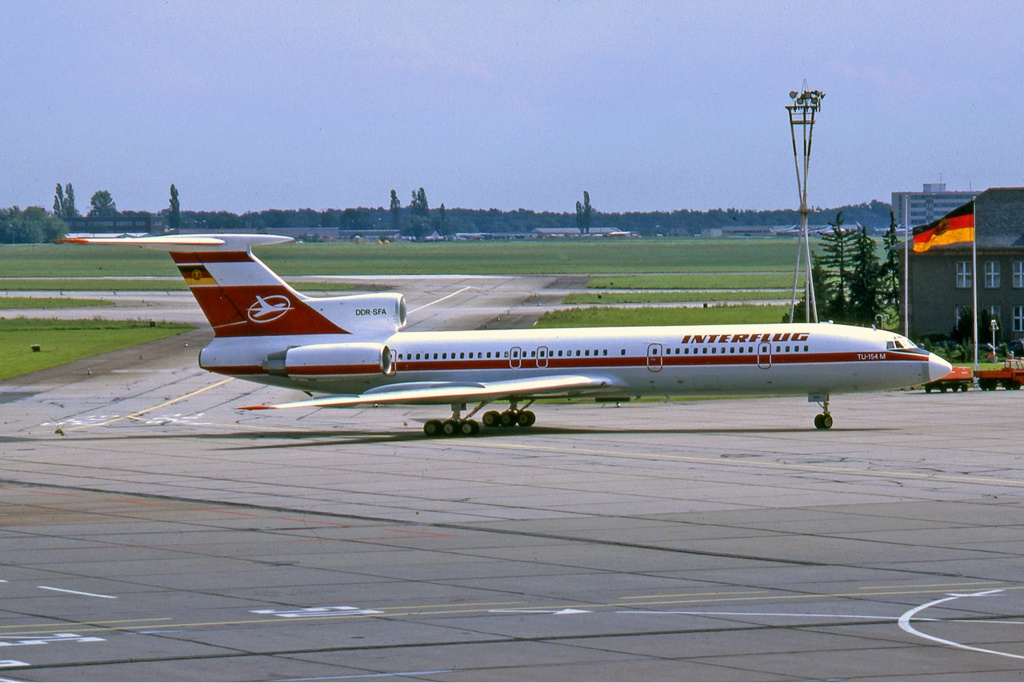
東ドイツ時代末期のシェーネフェルト空港でのインターフルーク Tu-154(1990年)